# Vindry-sur-Turdine
Vindry-sur-Turdine község Franciaország Auvergne-Rhône-Alpes régiójában, Rhône megyében. Új községként 2019. január 1-jén jött létre Pontcharra-sur-Turdine, Dareizé, Les Olmes és Saint-Loup község egyesítésével. A korábbi községek egyesülésekor az új község lélekszáma 5101 fő lett. Lakosainak száma 5283 fő (2022. január 1.).

## Népesség
| Lakosok száma | 5133 | 5234 | 5279 | 5280 | 5282 | 5283 |
|               | 2017 | 2018 | 2019 | 2020 | 2021 | 2022 |